# 도널드 매든

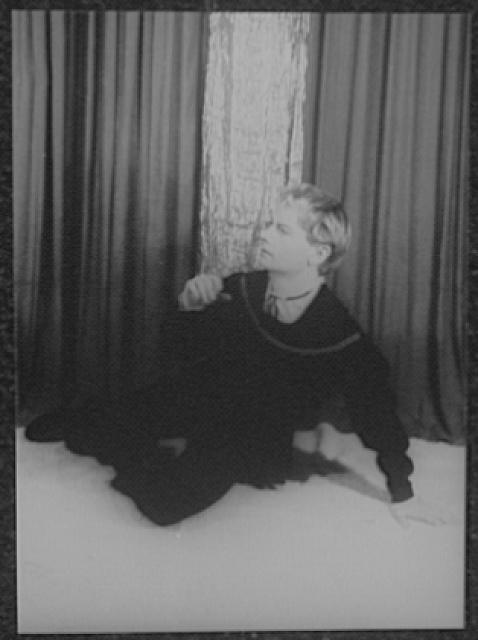

도널드 매든(Donald Madden, 1928년 11월 5일 ~ 1983년 1월 22일)은 미국의 배우, 연극 배우, 텔레비전 배우이다.
뉴욕에서 태어났다.

## 영화
- 1776 (1972년)
- 원 라이프 투 리브 (1968년)